# Mesvres
Mesvres település Franciaországban, Saône-et-Loire megyében. Lakosainak száma 744 fő (2022. január 1.). Mesvres Autun, Brion, Broye, La Chapelle-sous-Uchon, Étang-sur-Arroux és Saint-Symphorien-de-Marmagne községekkel határos.

## Népesség
A település népességének változása:
| Lakosok száma | 769  | 764  | 787  | 760  | 757  | 754  | 751  | 746  | 744  |
|               | 2013 | 2015 | 2016 | 2017 | 2018 | 2019 | 2020 | 2021 | 2022 |